# Catalogue Kesteven
Pour les articles homonymes, voir Kesteven (homonymie) et Kes.
Le catalogue Kesteven ou Kes est un catalogue astronomique réalisé par l'astronome australien M. J. L Kesteven et recensant un petit nombre de sources de rayonnement radio. Publié en 1968, il a élaboré dans les années 1960 à l'aide de l'interféromètre de l'observatoire de Molonglo à la longueur d'onde de 408 MHz . Les objets recensés dans ce catalogue sont appelés Kes NN, où NN est un nombre compris entre 1 et 80.

## Descriptif du catalogue
Le catalogue couvre uniquement la bande du plan galactique. Ayant été réalisé depuis un seul observatoire, situé dans l'hémisphère sud, il ne couvre qu'une partie du plan galactique, située entre les longitudes galactiques l situées entre -180 et +40 degrés. Tous les objets ont une latitude galactique très faible, ne dépassant jamais 3 degrés en valeur absolue, à l'exception de trois objets (Kes 3, Kes 57, qui est le rémanent de la supernova SN 1604, et Kes 74).
Ce catalogue est de taille modeste, soit 80 objets dont une part importante avait déjà été cataloguée, comme dans le catalogue Westerhout ou les third Cambridge catalog et fourth Cambridge catalog, aussi les dénominations des objets inclus dans ce catalogue utilisent très rarement la dénomination Kes. Pour cette raison, ce catalogue n'existe pas tel quel sous forme électronique, quoique les objets qu'il contient, soient présents dans les archives électroniques du centre de données astronomiques de Strasbourg.

## Quelques objets notables
- Kes 57 correspond au rémanent de la supernova historique SN 1604
- Kes 33 est un rémanent également jeune, abritant en son centre une source de rayons X atypique à longue période (6,67 heures)
- Kes 75 est un autre rémanent qui abrite le pulsar ordinaire au plus faible âge caractéristique connu (environ 700 ans)